# Prgomet
Prgomet est un village et une municipalité située dans le comitat de Split-Dalmatie, en Croatie. Au recensement de 2001, la municipalité comptait 797 habitants, dont 99,87 % de Croates et le village seul comptait 132 habitants.

## Localités
La municipalité de Prgomet compte 5 localités :
- Boganovići
- Labin
- Prgomet
- Sitno
- Trolokve